# Pagano, o Mordomo
Pagano, o Mordomo (em latim: Paganus Pincerna; m. ca. 1149) foi senhor da Transjordânia no Reino de Jerusalém desde ca. 1126. Ele foi primeiro mencionado como mordomo de Balduíno II em 1120. Ele ordenou a construção do Castelo de Queraque que tornou-se sua sede em 1142.

## Vida

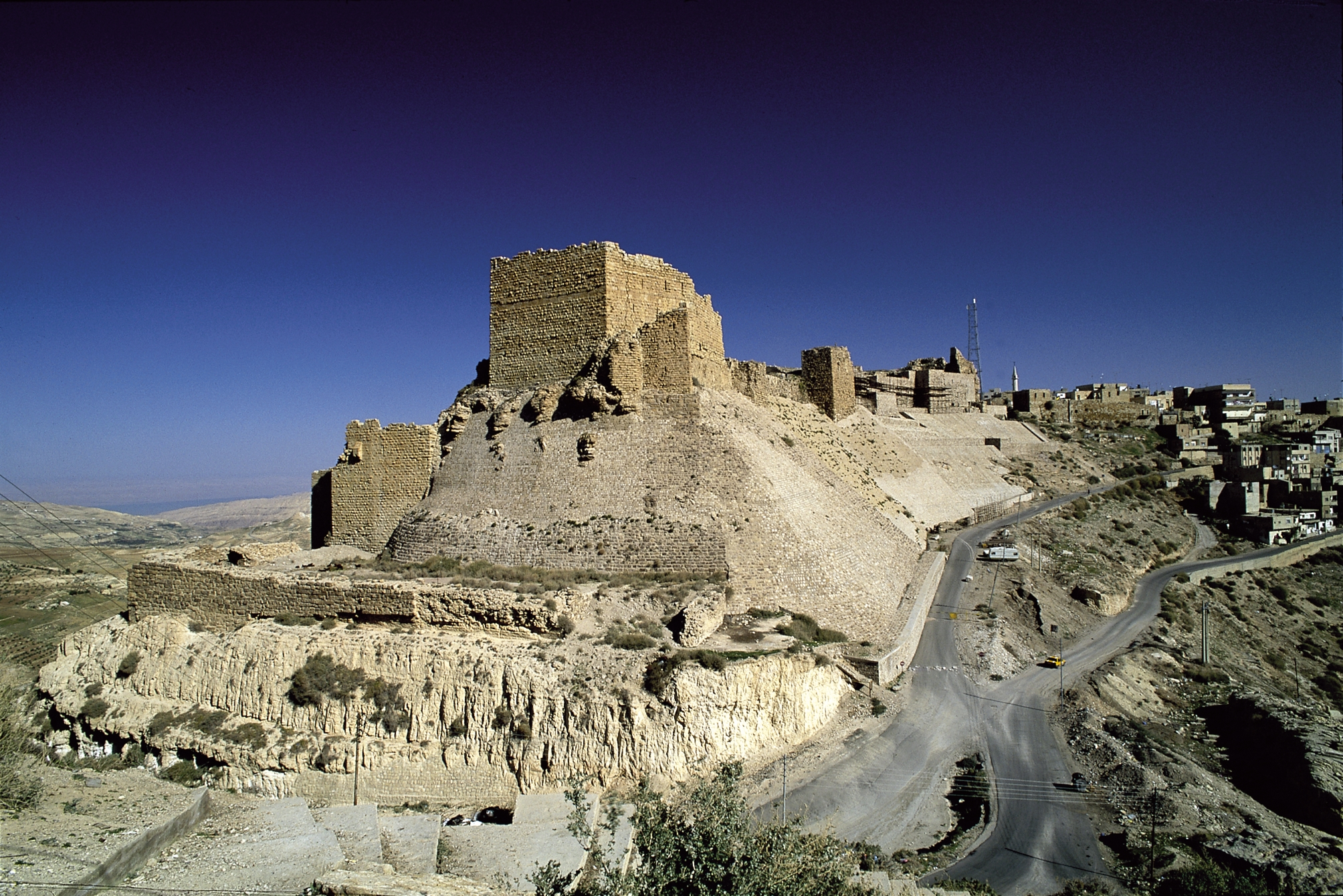
Castelo de Caraque

Pagano foi um dos retentores influentes de Balduíno II. Pouco após ascender ao trono em 1118, Balduíno reorganizou a corte real e nomeou seus partidários aos altos ofícios. Pagano foi mencionado pela primeira vez como mordomo do rei em 1120. Ele substituiu Romano de Pódio como senhor da Transjordânia cerca de 1126. Segundo uma carta real que foi emitida em 1161, Pagano foi o primeiro senhor da Transjordânia, o que implica que Romano manteve apenas a região norte do senhorio.
Hans Eberhard Mayer argumenta que Pagano (citado em 1120) e Pagano de Montreal (citado em 1126) não são idênticos, mas outros historiadores não aceitam sua visão. O Castelo de Montreal foi a sede original do senhorio. Não poderia ter evitado um bando de soldados sírio de cruzar o Jordão e fazer um raide nas terras a oeste do rio. Ele decidiu construir uma nova fortaleza no planalto triangular de Uádi Caraque, que estava localizado mais perto do mar Morto e Jerusalém. Ele transferiu sua sede ao recém construído Castelo de Caraque em 1142. Pagano morreu no final da década de 1140 e foi sucedido por seu sobrinho Maurício da Transjordânia.